# Ceyhun Yıldızoğlu
Ceyhun Yıldızoğlu (Eskişehir, 6 marzo 1967) è un allenatore di pallacanestro turco.

## Carriera
Dal 2008 al 2014 ha allenato la Turchia.